# Fuentelencina
Fuentelencina település Spanyolországban, Guadalajara tartományban. Fuentelencina Alhóndiga, Auñón, Sayatón, Valdeconcha, Hueva, Moratilla de los Meleros, Tendilla, Peñalver és Berninches községekkel határos. Lakosainak száma 319 fő (2024).

## Népesség
A település népessége az utóbbi években az alábbiak szerint változott:
| Lakosok száma | 188  | 227  | 264  | 349  | 351  | 307  | 303  | 325  | 299  | 319  |
|               | 2001 | 2004 | 2006 | 2009 | 2011 | 2014 | 2016 | 2019 | 2021 | 2024 |